# Red Bull Crashed Ice

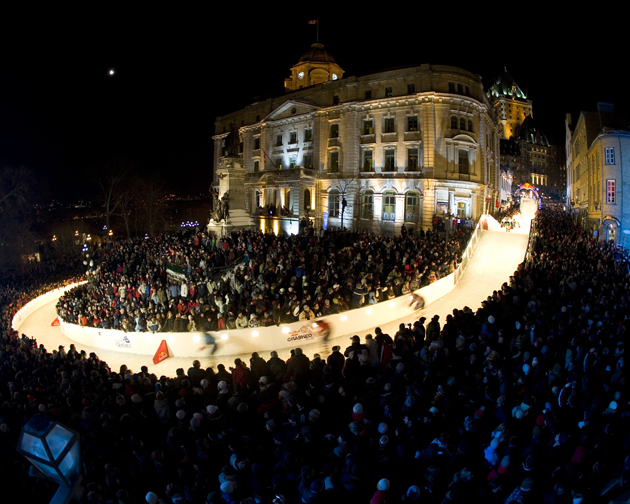
Die Strecke in Québec 2007

Red Bull Ice Cross (seit der Saison 2019/2020 - vorher Red Bull Crashed Ice) ist eine winterliche Extremsportveranstaltung, die von Red Bull organisiert wird. 2001 fand die erste Veranstaltung dieser Art in Stockholm statt. Die Sportart wird auch Ice Cross Downhill oder Crashed Ice Contest genannt und enthält Elemente von Eishockey und Snowboardcross. Veranstaltet wird dabei eine Abfahrt mit Schlittschuhen auf einer künstlich angelegten Eispiste meist in städtischer Umgebung, welche Steilkurven, hohes Gefälle und Sprünge enthält. Die Teilnehmer sind überwiegend Eishockeyspieler und treten in einer entsprechenden Montur an. Seit 2010 gibt es Weltmeisterschaften.

## Geschichte
Der sportliche Vergleich von Schlittschuhläufern und -läuferinnen geht auf eine Idee eines ehemaligen Snowboarders und Eishockeyspielers aus Schweden zurück. Der Mix besteht aus einem Drittel Boardercross, einem Drittel Eishockey und einem Drittel Inline-Downhill.
Das Unternehmen Red Bull hatte zur Austragung einen ersten Eisparcour in der Großstadt Stockholm aufbauen lassen und lud interessierte Sportler zur Premierenveranstaltung im März 2001 ein. 57 Teilnehmer aus 10 Ländern u. a. Schweden, Niederlande, Norwegen, Österreich, Schweiz, Großbritannien, Frankreich und sogar Südafrika, hatten zur Premiere gemeldet, überwiegend waren es aktive Eishockeyspieler.
Nachdem alle Beteiligten an der ersten Veranstaltung diese als vollen Erfolg ansahen, etablierte sich diese neue Wintersportart unter dem ständigen Sponsoring von Red Bull als jährlicher Wettbewerb. Anfangs betrug das Gesamtpreisgeld 5000 $, das unter den jeweils ersten Vier aufgeteilt wurde. Im Jahr 2007 gab es insgesamt 10.000 $ zu gewinnen (1. Platz: 5000 $, 2.: 3000, 3.: 1500, 4.: 500).
Weil die Teilnehmerzahlen und das Interesse der Zuschauer ständig wachsen, wird seit dem Jahr 2010 jährlich eine Weltmeisterschaft (WM) organisiert.
Deutsche Teilnehmer an den internationalen Wettkämpfen gibt es erst seit 2009. In Deutschland wurde die bis dahin kaum bekannte Sportveranstaltung eine Zeitlang als „Ice Cross Downhill“ beworben. Bei passenden Gelegenheiten erschienen Aufrufe, dass sich weibliche und männliche Teilnehmer melden mögen.

## Bahn, Ausrüstung und Regeln

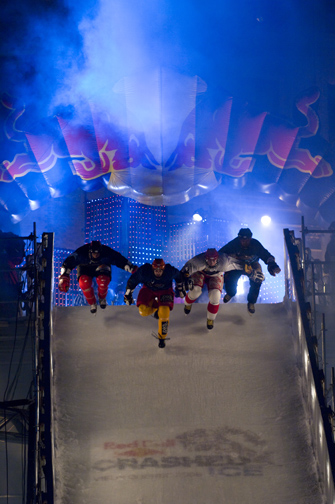
Startsituation

Die Ice-Skater starten in einer Art Eis-Halfpipe (Eistrack), die in größeren Städten als offene Anlage aufgebaut wird, zu dritt oder viert aus einer Startbox nebeneinander. Dann geht es eine bis zu 600 Meter lange in mehreren Kurven mit kleinen Buckeln, Treppchen und Torhindernissen (aus roten und blauen Wimpeln) oder auch Haarnadel-Kurven angelegte Eisbahn hinunter. Im Jahr 2007 war die Bahn in Québec bereits 430 m lang und hatte eine Höhendifferenz von 60 m.
Zur Ausrüstung gehören Eishockey-Schlittschuhe mit Sicherheitskufen, Eishockeykleidung mit gepolsterten Teilen inklusive Rückenprotektoren, Gelenkschützer, Handschuhe mit Protektoren und anerkannte Helme (Hockeyhelme mit Gesichtsschutz oder Downhill-Helme mit Schutzbrille). Nach dem Reglement sind übliche Bodychecks erlaubt, während Schubsen und Stoßen zur Disqualifikation führt. Im Laufe der Entwicklung wurden die Regeln mehrfach überarbeitet, zurzeit gilt das Werk vom Jahr 2017.
Der Wettkampf funktioniert nach dem K.-o.-System, d. h. die jeweils Besten aus drei oder vier Läufen treten dann gegeneinander an usw. Der Gewinner hat also mehrfach den Eiskanal zu durchsprinten. Geschwindigkeiten von rund 60–70 km/h wurden beim Crashed Ice bereits gemessen.

## Wettbewerbsmodus
In regionalen Vorausscheidungen (Qualifier Events) werden die Teilnehmer der internationalen Veranstaltungen ermittelt, hierbei muss ein auf einem Eishockeyfeld abgesteckter Parcours möglichst schnell durchlaufen werden.
Bei den internationalen Wettbewerben (seit 2010 Weltmeisterschaftsläufe) treten die regional qualifizierten Teilnehmer und die Weltspitze gemeinsam zu Qualifikationsläufen an. Dabei handelt es sich um reine Zeitläufe ohne direkte Gegner. Die schnellsten 64 Läufer kämpfen dann in Vierergruppen (Heats) um den Einzug ins Finale. Die ersten beiden Läufer im Ziel erreichen die nächste Runde, bis im Finale die letzten Vier um den Sieg kämpfen.
Der Sieger eines Laufes erhält 1000 Weltmeisterschaftspunkte, der zweite 800 etc. Der Athlet mit den meisten Punkten zu Saisonende ist Weltmeister. Als Berechnungsgrundlage dienen die Platzierungen in gekennzeichneten Wettbewerben, in der Saison 2019/20 waren es die acht Stationen Judenburg (Österreich), Pra-Loup (Frankreich), Mont du Lac (USA), Percé (Kanada), Rautalampi (Finnland), Yokohama (Japan) und Le Massif de Charlevoix, Québec (Kanada).

## Erste Wettbewerbe
| Jahr                    | Ort/Land                | Anzahl Teilnehmer                 | Gewinner                      | Bemerkung                     |
| ----------------------- | ----------------------- | --------------------------------- | ----------------------------- | ----------------------------- |
| 2001, März              | Stockholm, Schweden     | 57 aus 10 Ländern                 | Jasper Felder, Schweden       |                               |
| 2002                    | Klagenfurt, Österreich  |                                   | Jasper Felder, Schweden       |                               |
| 20. Feb. 2004/ 21. Feb. | Duluth (Minnesota), USA | 100, davon 19 Frauen              | Jasper Felder, Schweden       | Austragung am Spirit Mountain |
| 2004, Herbst            | Moskau, Russland        |                                   | Jasper Felder, Schweden       |                               |
| 2005                    | Prag, Tschechien        |                                   | Jasper Felder, Schweden       |                               |
| 2006                    | Québec, Kanada          | 100                               | Gabriel Andre, Kanada         | Die Bahn war 400 m lang.      |
| 2007, 3. März           | Québec, Kanada          | 64 Finalisten aus 150 Teilnehmern | Kevin Olson, Kanada           |                               |
| 2007                    | Helsinki, Finnland      |                                   | Kevin Olson, Kanada           |                               |
| 2008                    | Davos, Schweiz          |                                   | Miikka Jouhkimainen, Finnland |                               |
| 2008                    | Québec, Kanada          |                                   | Arttu Pihlainen, Finnland     |                               |
| 2009                    | Québec, Kanada          |                                   | Arttu Pihlainen, Finnland     |                               |
| 2009                    | Prag, Tschechien        |                                   | Miikka Jouhkimainen, Finnland |                               |
| 2009                    | Lausanne, Schweiz       |                                   | Jasper Felder, Schweden       |                               |

## Weltmeisterschaft

### Weltmeisterschaft 2010
| Position | Name              | Land        | Punkte |
| -------- | ----------------- | ----------- | ------ |
| 1        | Martin Niefnecker | Deutschland | 1800   |
| 2        | Kyle Croxall      | Kanada      | 1000   |
| 3        | Gabriel Andre     | Kanada      | 0890   |

| Datum    | Ort/Land             | Gold                           | Silber                         | Bronze                |
| -------- | -------------------- | ------------------------------ | ------------------------------ | --------------------- |
| 16. Jan. | München, Deutschland | Martin Niefnecker, Deutschland | Gabriel Andre, Kanada          | Kim Muller, Schweiz   |
| 21. Mär. | Québec, Kanada       | Kyle Croxall, Kanada           | Martin Niefnecker, Deutschland | Scott Croxall, Kanada |

### Weltmeisterschaft 2011
| Position | Name            | Land     | Punkte |
| -------- | --------------- | -------- | ------ |
| 1        | Arttu Pihlainen | Finnland | 3800   |
| 2        | Kyle Croxall    | Kanada   | 3000   |
| 3        | Scott Croxall   | Kanada   | 2030   |

| Datum    | Ort/Land                | Gold                      | Silber                          | Bronze                 |
| -------- | ----------------------- | ------------------------- | ------------------------------- | ---------------------- |
| 15. Jan. | München, Deutschland    | Kyle Croxall, Kanada      | Arttu Pihlainen, Finnland       | Lukáš Kolc, Tschechien |
| 5. Feb.  | Valkenburg, Niederlande | Arttu Pihlainen, Finnland | Scott Croxall, Kanada           | Kyle Croxall, Kanada   |
| 26. Feb. | Moskau, Russland        | Arttu Pihlainen, Finnland | Kyle Croxall, Kanada            | Kilian Braun, Schweiz  |
| 19. Mär. | Québec, Kanada          | Arttu Pihlainen, Finnland | Louis-Philippe Dumoulin, Kanada | Kyle Croxall, Kanada   |

### Weltmeisterschaft 2012
| Position | Name            | Land     | Punkte |
| -------- | --------------- | -------- | ------ |
| 1        | Kyle Croxall    | Kanada   | 3000   |
| 2        | Arttu Pihlainen | Finnland | 2960   |
| 3        | Scott Croxall   | Kanada   | 2300   |

| Datum    | Ort/Land                | Gold                      | Silber                    | Bronze                   |
| -------- | ----------------------- | ------------------------- | ------------------------- | ------------------------ |
| 14. Jan. | Saint Paul, USA         | Kyle Croxall, Kanada      | Arttu Pihlainen, Finnland | Scott Croxall, Kanada    |
| 4. Feb.  | Valkenburg, Niederlande | Kyle Croxall, Kanada      | Fabian Mels, Deutschland  | Paavo Klintrup, Finnland |
| 18. Feb. | Åre, Schweden           | Adam Horst, Kanada        | Arttu Pihlainen, Finnland | Scott Croxall, Kanada    |
| 17. Mär. | Québec, Kanada          | Arttu Pihlainen, Finnland | Kyle Croxall, Kanada      | Scott Croxall, Kanada    |

### Weltmeisterschaft 2013
| Position | Name          | Land               | Punkte |
| -------- | ------------- | ------------------ | ------ |
| 1        | Derek Wedge   | Schweiz            | 2650   |
| 2        | Kyle Croxall  | Kanada             | 2618,6 |
| 3        | Cameron Naasz | Vereinigte Staaten | 2585   |
| 4        | Scott Croxall | Kanada             | 2241,6 |
| 5        | Marco Dallago | Österreich         | 2120   |

| Datum    | Ort/Land               | Gold                      | Silber                    | Bronze                          |
| -------- | ---------------------- | ------------------------- | ------------------------- | ------------------------------- |
| 1. Dez.  | Niagara Falls, Kanada  | Kyle Croxall, Kanada      | Cameron Naasz, USA        | Kilian Braun, Schweiz           |
| 26. Jan. | Saint Paul, USA        | Kyle Croxall, Kanada      | Scott Croxall, Kanada     | Cameron Naasz, USA              |
| 9. Feb.  | Landgraaf, Niederlande | Derek Wedge, Schweiz      | Marco Dallago, Österreich | Bart van Roosmalen, Niederlande |
| 2. Mär.  | Lausanne, Schweiz      | Cameron Naasz, USA        | Kim Müller, Schweiz       | Scott Croxall, Kanada           |
| 16. Mär. | Québec, Kanada         | Arttu Pihlainen, Finnland | Scott Croxall, Kanada     | Derek Wedge, Schweiz            |

### Weltmeisterschaft 2014
| Position | Name          | Land               | Punkte |
| -------- | ------------- | ------------------ | ------ |
| 1        | Marco Dallago | Österreich         | 3800   |
| 2        | Scott Croxall | Kanada             | 2390   |
| 3        | Cameron Naasz | Vereinigte Staaten | 2200   |
| 4        | Luca Dallago  | Österreich         | 1600   |
| 5        | Fabian Mels   | Deutschland        | 1548   |

| Datum    | Ort/Land           | Gold                      | Silber                    | Bronze                     |
| -------- | ------------------ | ------------------------- | ------------------------- | -------------------------- |
| 1. Feb.  | Helsinki, Finnland | Marco Dallago, Österreich | Fabian Mels, Deutschland  | Pacome Schmitt, Frankreich |
| 22. Feb. | Saint Paul, USA    | Marco Dallago, Österreich | Scott Croxall, Kanada     | Cameron Naasz, USA         |
| 8. Mär.  | Moskau, Russland   | Cameron Naasz, USA        | Marco Dallago, Österreich | Kim Müller, Schweiz        |
| 22. Mär. | Québec, Kanada     | Marco Dallago, Österreich | Scott Croxall, Kanada     | Luca Dallago, Österreich   |

### Weltmeisterschaft 2015
| Position | Name            | Land               | Punkte |
| -------- | --------------- | ------------------ | ------ |
| 1        | Scott Croxall   | Kanada             | 3325   |
| 2        | Cameron Naasz   | Vereinigte Staaten | 2512,5 |
| 3        | Dean Moriarity  | Kanada             | 2375   |
| 4        | Kyle Croxall    | Kanada             | 2315   |
| 5        | Dylan Moriarity | Kanada             | 2140   |

| Datum    | Ort/Land            | Gold                  | Silber                    | Bronze                 |
| -------- | ------------------- | --------------------- | ------------------------- | ---------------------- |
| 24. Jan. | Saint Paul, USA     | Kyle Croxall, Kanada  | Dean Moriarity, Kanada    | Cameron Naasz, USA     |
| 7. Feb.  | Helsinki, Finnland  | Scott Croxall, Kanada | Marco Dallago, Österreich | Cameron Naasz, USA     |
| 21. Feb. | Belfast, Nordirland | Scott Croxall, Kanada | Dylan Moriarity, Kanada   | Dean Moriarity, Kanada |
| 14. Mär. | Edmonton, Kanada    | Cameron Naasz, USA    | Scott Croxall, Kanada     | Tommy Mertz, USA       |

### Weltmeisterschaft 2016
| Position | Name             | Land               | Punkte |
| -------- | ---------------- | ------------------ | ------ |
| 1        | Cameron Naasz    | Vereinigte Staaten | 3385   |
| 2        | Scott Croxall    | Kanada             | 3150   |
| 3        | Dean Moriarity   | Kanada             | 2300   |
| 4        | Tristan Dugerdil | Frankreich         | 1960   |
| 5        | Luca Dallago     | Österreich         | 1617.5 |

| Datum    | Ort/Land             | Gold                  | Silber                     | Bronze                       |
| -------- | -------------------- | --------------------- | -------------------------- | ---------------------------- |
| 27. Nov. | Québec, Kanada       | Cameron Naasz, USA    | Dean Moriarity, Kanada     | Scott Croxall, Kanada        |
| 8. Jan.  | München, Deutschland | Cameron Naasz, USA    | Scott Croxall, Kanada      | Kyle Croxall, Kanada         |
| 29. Jan. | Jyväskylä, Finnland  | Scott Croxall, Kanada | Pacome Schmitt, Frankreich | John Fisher, Kanada          |
| 26. Feb. | Saint Paul, USA      | Cameron Naasz, USA    | Scott Croxall, Kanada      | Tristan Dugerdil, Frankreich |

### Weltmeisterschaft 2017
| Position | Name           | Land               | Punkte |
| -------- | -------------- | ------------------ | ------ |
| 1        | Cameron Naasz  | Vereinigte Staaten | 3000   |
| 2        | Scott Croxall  | Kanada             | 2337.5 |
| 3        | Maxwell Dunne  | Vereinigte Staaten | 2272   |
| 4        | Dean Moriarity | Kanada             | 2115   |
| 5        | Marco Dallago  | Österreich         | 2088.5 |

| Datum    | Ort/Land              | Gold                  | Silber                   | Bronze                |
| -------- | --------------------- | --------------------- | ------------------------ | --------------------- |
| 13. Jan. | Marseille, Frankreich | Cameron Naasz, USA    | Maxwell Dunne, USA       | Scott Croxall, Kanada |
| 20. Jan. | Jyväskylä, Finnland   | Scott Croxall, Kanada | Maxwell Dunne, USA       | Cameron Naasz, USA    |
| 3. Mär.  | Saint Paul, USA       | Dean Moriarty, Kanada | Marco Dalago, Österreich | Cameron Naasz, USA    |
| 4. Mär.  | Ottawa, Kanada        | Cameron Naasz, USA    | Dean Moriarty, Kanada    | Jim De Paoli, Schweiz |

### Weltmeisterschaft 2018
| Position | Name          | Land               | Punkte |
| -------- | ------------- | ------------------ | ------ |
| 1        | Scott Croxall | Kanada             | 2745   |
| 2        | Cameron Naasz | Vereinigte Staaten | 2600   |
| 3        | Luca Dallago  | Österreich         | 2500   |
| 4        | Marco Dallago | Österreich         | 2325   |
| 5        | Maxwell Dunne | Vereinigte Staaten | 2095   |

| Datum    | Ort/Land              | Gold                      | Silber                  | Bronze                |
| -------- | --------------------- | ------------------------- | ----------------------- | --------------------- |
| 19. Jan. | Saint Paul, USA       | Marco Dallago, Österreich | Michael Iulianello, USA | Scott Croxall, Kanada |
| 2. Feb.  | Jyväskylä, Finnland   | Luca Dallago, Österreich  | Scott Croxall, Kanada   | Kyle Croxall, Kanada  |
| 16. Feb. | Marseille, Frankreich | Cameron Naasz, USA        | Scott Croxall, Kanada   | Maxwell Dunne, USA    |
| 9. Mär.  | Edmonton, Kanada      | Luca Dallago, Österreich  | Maxwell Dunne, USA      | Kyle Croxall, Kanada  |

### Weltmeisterschaft 2019
| Position | Name          | Land               | Punkte |
| -------- | ------------- | ------------------ | ------ |
| 1        | Cameron Naasz | Vereinigte Staaten | 3250   |
| 2        | Kyle Croxall  | Kanada             | 2800   |
| 3        | Mirko Lahti   | Finnland           | 2525   |

| Datum      | Ort/Land            | Gold                 | Silber                   | Bronze                   |
| ---------- | ------------------- | -------------------- | ------------------------ | ------------------------ |
| 7. Dez.    | Yokohama, Japan     | Cameron Naasz, USA   | Kyle Croxall, Kanada     | Maxwell Dunne, Finnland  |
| 2. Feb.    | Jyväskylä, Finnland | Kyle Croxall, Kanada | Mirko Lahti, Finnland    | Luca Dallago, Österreich |
| 8.–9. Feb. | Fenway–Kenmore, USA | Cameron Naasz, USA   | Luca Dallago, Österreich | Scott Croxall, Kanada    |

### Weltmeisterschaft 2020
Durchgeführt? (Corona-Pandemie)

### Weltmeisterschaft 2021
(Vor oder am) 10. April 2021, Moskau
Damen: 1. Veronika Windisch

### Weltmeisterschaft 2022
ATSXWC-Judenburg 1, 17. Januar 2022.
Damen (Elite):
1. Veronika Windisch (AUT/Stmk.), 2. Amandine Condroyer (FRA), 3. Alice Zenz (AUT/NÖ). 
Herren (Elite):
1. Michael Urban (CZE), 2. Robin Worling (GBR), 3. Luca Dallago (AUT/Stmk.). (Weitere Steirer: 8. Jakob Begander (AUT/Stmk.), 22. Niklas Begander, 32. Christian Greiner, 43. Philipp Malle, 45. Pablo Hösele, 47. David Reinisch.)
Junioren:
1. Linus Ollikainen (FIN), 2. Jakob Begander (AUT/Stmk.), 3. Arthur Fort (FRA). (Weitere Steirer: 4. Niklas Begander.)

### Weltmeisterschaft 2023
?

## Umbenennung der Sportart
Zur Saison 2020/2021 wurde im Sinne einer weiteren Professionalisierung im oder vor Dezember 2020 die Sportart in Ice Cross Downhill, kurz Ice Cross umbenannt und wird seitdem von All Terrain Skate Cross Federation (ATSX) mit Sitz in Innsbruck organisiert.